# داشتن و نداشتن (فیلم)
داشتن و نداشتن (انگلیسی: To Have and Have Not) یک فیلم عاشقانه، فیلم جنگی و فیلم ماجراجویی آمریکایی محصول ۱۹۴۴ به کارگردانی هاوارد هاکس است که آزادانه بر پایهٔ رمان سال ۱۹۳۷ ارنست همینگوی با همین نام ساخته شده است. در این فیلم هامفری بوگارت، والتر برنان و لورن باکال ایفای نقش می‌کنند و همچنین دولورس مورن، هوگی کارمایکل، شلدون لنرد، دان سیمور و مارسل دالیو نیز حضور دارند. داستان فیلم دربارهٔ رابطهٔ عاشقانهٔ میان یک ماهیگیر آزادکار در مارتینیک و زن سرگردان آمریکایی‌ای است که درگیر فعالیت‌های مقاومت فرانسه در دوران فرانسه ویشی می‌شود.
همینگوی و هاکس دوستان نزدیکی بودند و در یکی از سفرهای ماهیگیری، هاکس به همینگوی که تمایلی به ورود به دنیای فیلم‌نامه‌نویسی نداشت، گفت می‌تواند از بدترین کتابش فیلم خوبی بسازد؛ و از نظر خودش آن کتاب «داشتن و نداشتن» بود. جولز فورتمن نخستین فیلم‌نامه را نوشت که همچون رمان، در کوبا می‌گذشت، اما بعدها لوکیشن به مارتینیک منتقل شد، چرا که تصور می‌رفت تصویرسازی از دولت کوبا برخلاف سیاست همسایگی خوب ایالات متحده باشد. دوست دیگر هاکس، ویلیام فاکنر، سهم اصلی در بازنویسی و توسعهٔ فیلم‌نامه داشت. با همکاری همینگوی و فاکنر، این تنها فیلمی است که دو برندهٔ جایزه نوبل ادبیات بر روی داستان آن کار کرده‌اند. فیلم‌برداری از ۲۹ فوریهٔ ۱۹۴۴ آغاز شد، در حالی که فاکنر هنوز روی فیلمنامه کار می‌کرد، و در ۱۰ مه پایان یافت.
نخستین نمایش فیلم در نیویورک در ۱۱ اکتبر ۱۹۴۴ برگزار شد. استقبال عمومی از فیلم خوب بود، هرچند نقدهای منتقدان متفاوت بود و بسیاری آن را بازسازی‌ای از فیلم کازابلانکا  (۱۹۴۲) می‌دانستند. منتقدان به‌ویژه به بازی لورن باکال یا شیمی میان او و هامفری بوگارت اشاره داشتند. بوگارت و باکال در جریان ساخت فیلم رابطه‌ای خارج از پرده آغاز کردند و در سال ۱۹۴۵، پس از اکران فیلم، با یکدیگر ازدواج کردند. داشتن و نداشتن یکی از ۱۰ فیلم پرفروش سال ۱۹۴۴ بود و جایزه‌ای از هیئت ملی بازبینی دریافت کرد.

## داستان

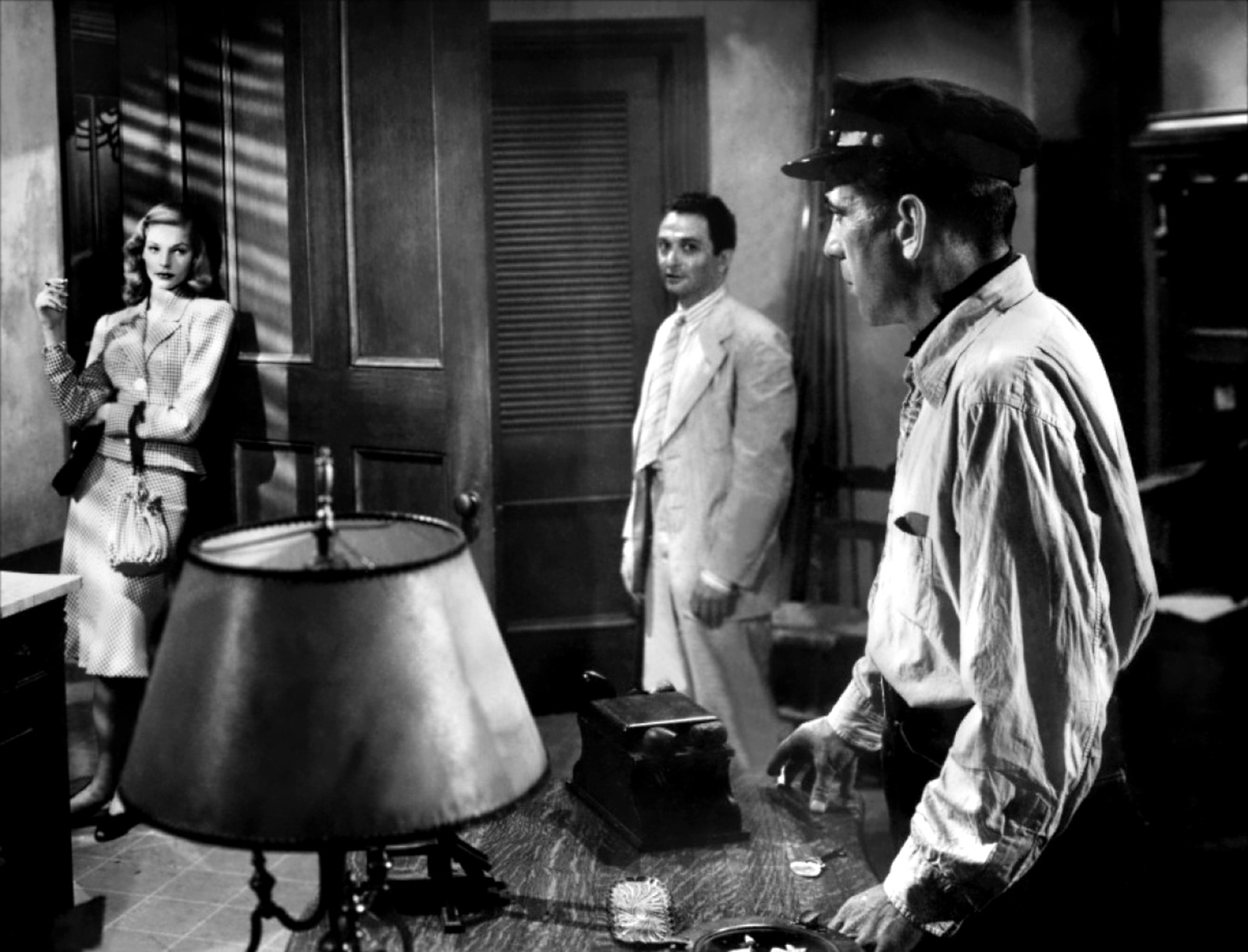
باکال، دالیو و بوگارت در اتاق هتل بوگارت

در تابستان ۱۹۴۰، «هری مورگان» خسته از دنیا، با قایق ماهیگیری تفریحی‌اش به نام کوئین کانچ (Queen Conch، به معنی صدف ملکه) در فور-دو-فرانس، واقع در قلمرو امپراتوری استعماری فرانسه در مارتینیک، کار می‌کند. مدتی از نبرد فرانسه نگذشته و جزیره تحت کنترل سخت‌گیرانهٔ حکومت طرفدار آلمان فرانسه ویشی است. هری با اجاره دادن قایق به گردشگران، و با کمک دوست خوش‌نیت اما دائم‌الخمرش «ادی» کسب درآمد می‌کند. او با محبت از ادی مراقبت می‌کند که زمانی دریانوردی توانمند بود اما الکل او را از پا انداخته است. جزیره در آستانهٔ انفجار نارضایتی است و بسیاری از ساکنان به فرانسه آزاد گرایش دارند.
آخرین مشتری هری، «جانسون»، مبلغ ۸۲۵ دلار به او بدهکار است. جانسون ادعا می‌کند پول نقد ندارد، اما وعده می‌دهد که فردا پس از باز شدن بانک‌ها پرداخت می‌کند.
در بازگشت به هتل، صاحب هتل، «ژرار» (که انگلیسی‌زبان‌ها او را «فرنچی» می‌نامند) از هری می‌خواهد برای مقاومت فرانسه افرادی را به جزیره قاچاق کند. اما هری با قاطعیت از ورود به مسائل سیاسی خودداری می‌کند. در هتل، هری برای نخستین بار با «ماری براونینگ» ملقب به «اسلیم»، زن آمریکایی تازه‌وارد از ریو دو ژانیرو، آشنا می‌شود. او برای دوری از مزاحمت جانسون مست، ترانهٔ "Am I Blue" را با همراهی گروه موسیقیِ پیانو «کریکِت» در بار هتل اجرا می‌کند.
هری که ناظر تیزبینی است، متوجه می‌شود که اسلیم جیب جانسون را زده و او را تا اتاقش که روبه‌روی اتاق خودش است دنبال می‌کند. هری او را وادار می‌کند کیف پول را پس دهد. در کیف، ۱۴۰۰ دلار چک مسافرتی و بلیت پرواز صبح زود، پیش از باز شدن بانک‌ها، پیدا می‌شود. هری کیف را به جانسون بازمی‌گرداند و از او می‌خواهد که چک‌ها را امضا کند. درست در همین هنگام، تیراندازی میان پلیس و نیروهای مقاومت به بار هتل کشیده می‌شود و جانسون با گلولهٔ سرگردان کشته می‌شود. پلیس، هری، اسلیم و فرنچی را بازداشت و برای بازجویی می‌برد و کیف جانسون، گذرنامهٔ هری و پولش را نیز ضبط می‌کند.
در بازگشت به هتل، ژرار به هری پیشنهاد می‌دهد تا برای انتقال «پل دوبورزاک» و همسرش «هلن» از جزیره‌ای نزدیک به مارتینیک، استخدام شود. هری که حالا بی‌پول شده، با اکراه می‌پذیرد. هم‌زمان، رابطه‌ای عاشقانه میان هری و اسلیم شکل گرفته که امید دارد هری به او دل بسته باشد. اما دلش می‌شکند، چرا که هری بیشتر پولش را صرف خرید بلیت بازگشت اسلیم به آمریکا می‌کند.

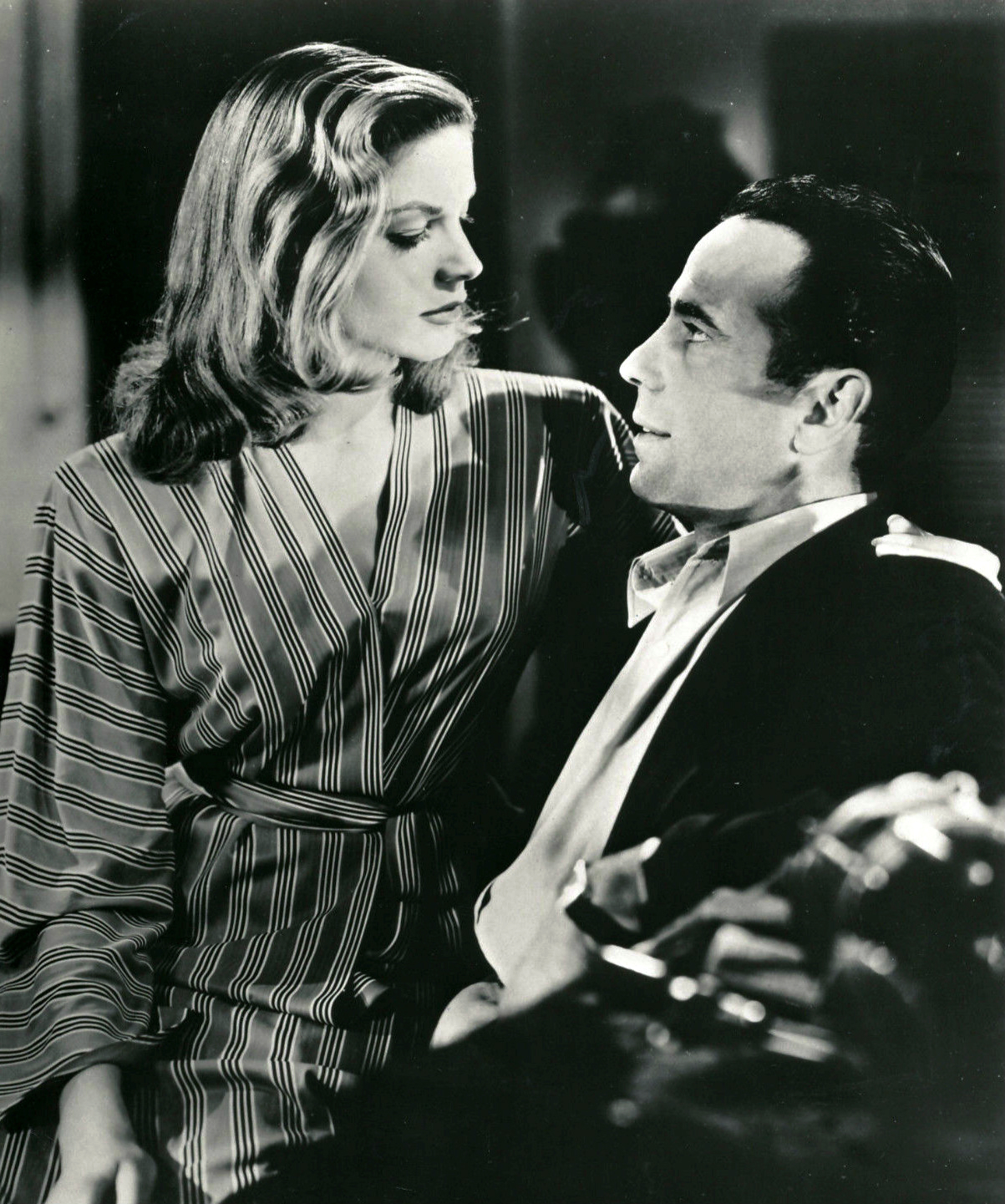
بوگارت و باکال، که کشش میان آن‌ها به رابطه‌ای عاشقانه و سپس ازدواج انجامید

هری دوبورزاک‌ها را سوار می‌کند، اما قایقش توسط ناو گشتی شناسایی شده و مورد حمله قرار می‌گیرد. پل زخمی می‌شود، ولی هری موفق به فرار و انتقال آن‌ها به قایق کوچک از پیش تعیین‌شده می‌شود. هنگام بازگشت به هتل، متوجه می‌شود اسلیم هنوز آنجاست و تصمیم گرفته با او بماند. دوبورزاک‌ها در زیرزمین هتل پنهان می‌شوند و هری به درخواست فرنچی گلوله را از شانهٔ پل بیرون می‌آورد. هری درمی‌یابد که این زوج برای کمک به فرار یکی از زندانیان مستعمره کیفری در جزیره شیطان به نفع فرانسه آزاد به مارتینیک آمده‌اند. دوبورزاک از او می‌خواهد در این عملیات یاری دهد، ولی هری با احترام امتناع می‌کند.
پلیس دوباره به هتل بازمی‌گردد و می‌گوید قایق هری را در شب گذشته شناسایی کرده‌اند. همچنین اعلام می‌کنند که ادی را بازداشت کرده و با قطع مشروب قصد دارند اطلاعاتی از او دربارهٔ عملیات بگیرند. مأموران ویشی در اتاق هتل، هری را به دام می‌اندازند، اما او ورق را برمی‌گرداند، یکی از آن‌ها را می‌کشد و «کاپیتان رنار» را با تهدید اسلحه وادار می‌کند تا دستور آزادی ادی و صدور مجوز بندری را صادر کند. سپس، هری، ادی و اسلیم به سوی قایق کوئین کانچ می‌روند تا با فرنچی و دوبورزاک‌ها دیدار کرده و مرد زندانی را از جزیره شیطان آزاد کنند.

## توسعه
هامفری بوگارت و لورن باکال بازیگران اصلی فیلم هستند. داشتن و نداشتن اولین فیلمی است که لورن باکال در سن بیست سالگی بازی می‌کند. او به خاطر عکسش که روی مجلهٔ هارپرز بازار به عنوان مدل منتشر شد توجه همسر هاوارد هاکس کارگردان را به سوی خود جلب می‌کند و از او تست گرفته می‌شود و بدین ترتیب بود که در فیلم داشتن و نداشتن (۱۹۴۴) بازی کرد.
هاوارد هاکس دوستی نزدیکی با ارنست همینگوی داشت. او داستان داشتن و نداشتن را بدترین اثر همینگوی می‌دانست و روزی به او گفت: می‌خواهم از بدترین داستانت یک فیلم خوب بسازم.
هاکس و همینگوی با هم روی فیلمنامه کار کردند. این فیلم عنوان کتاب و نام و ویژگی‌های برخی از شخصیت‌ها را حفظ می‌کند اما تغییراتی در فیلمنامه نسبت به داستان ایجاد می‌کنند. به عنوان مثل هری مورگان در داستان، یک دست ندارد اما در فیلم سالم است. در ادامه ویلیام فاکنر، نویسنده برجسته و رقیب شدید همینگوی در داستان‌نویسی، روی فیلمنامه کار می‌کند. فیلمنامه توسط ژول فورتمن و در پایان توسط فاکنر توسعه داده می‌شود.

## بازیگران
- هامفری بوگارت
- والتر برنان
- لورن باکال
- دولورس مورن
- هوگی کارمایکل
- مارسل دالیو
- شلدون لنرد
- دان سیمور
- آلدو نادی
- والتر سانده
- ژان دو بریاک